# Krystyna Fałdyga-Solska

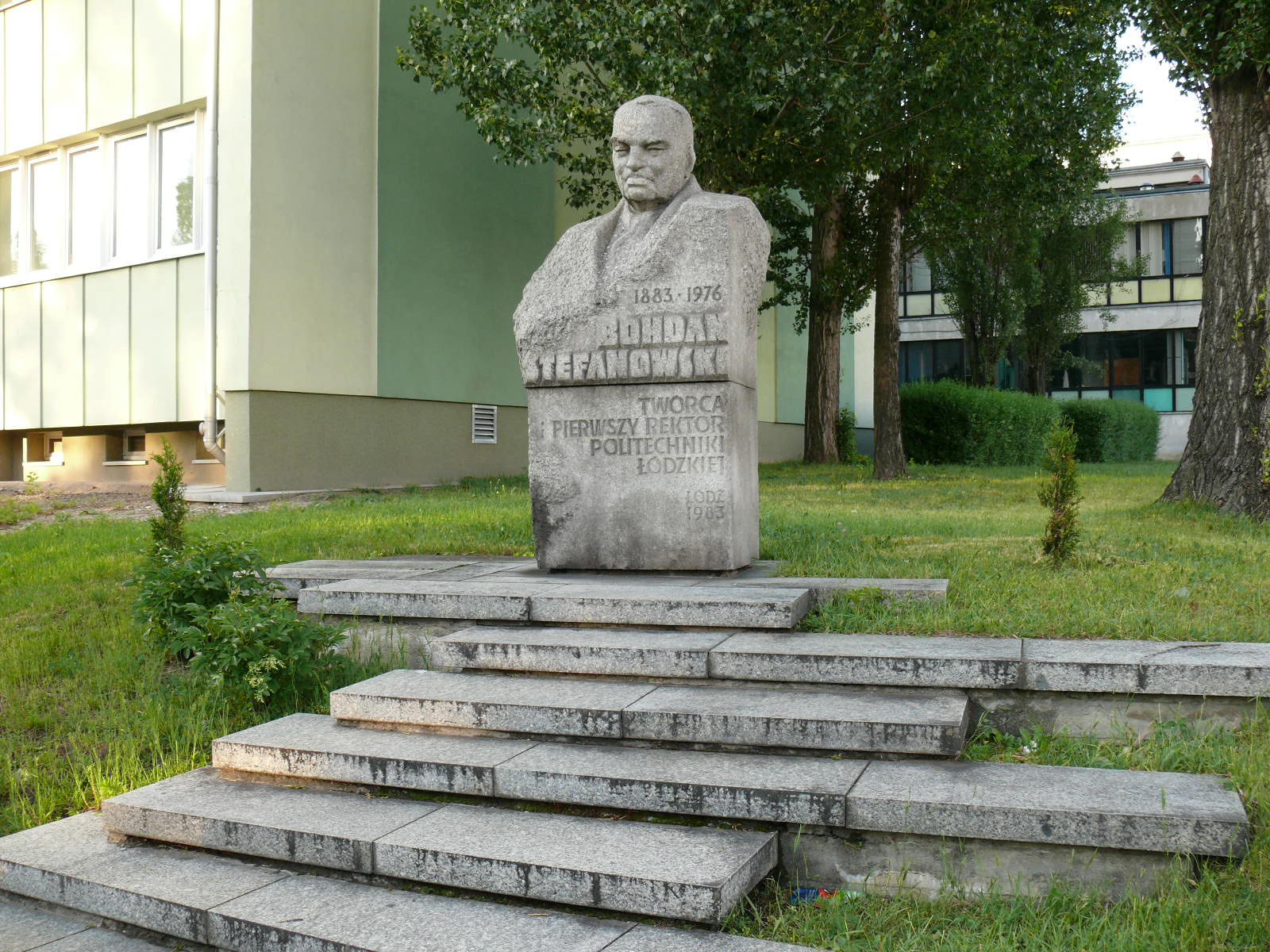
Pomnik Bohdana Stefanowskiego, Łódź (1983)

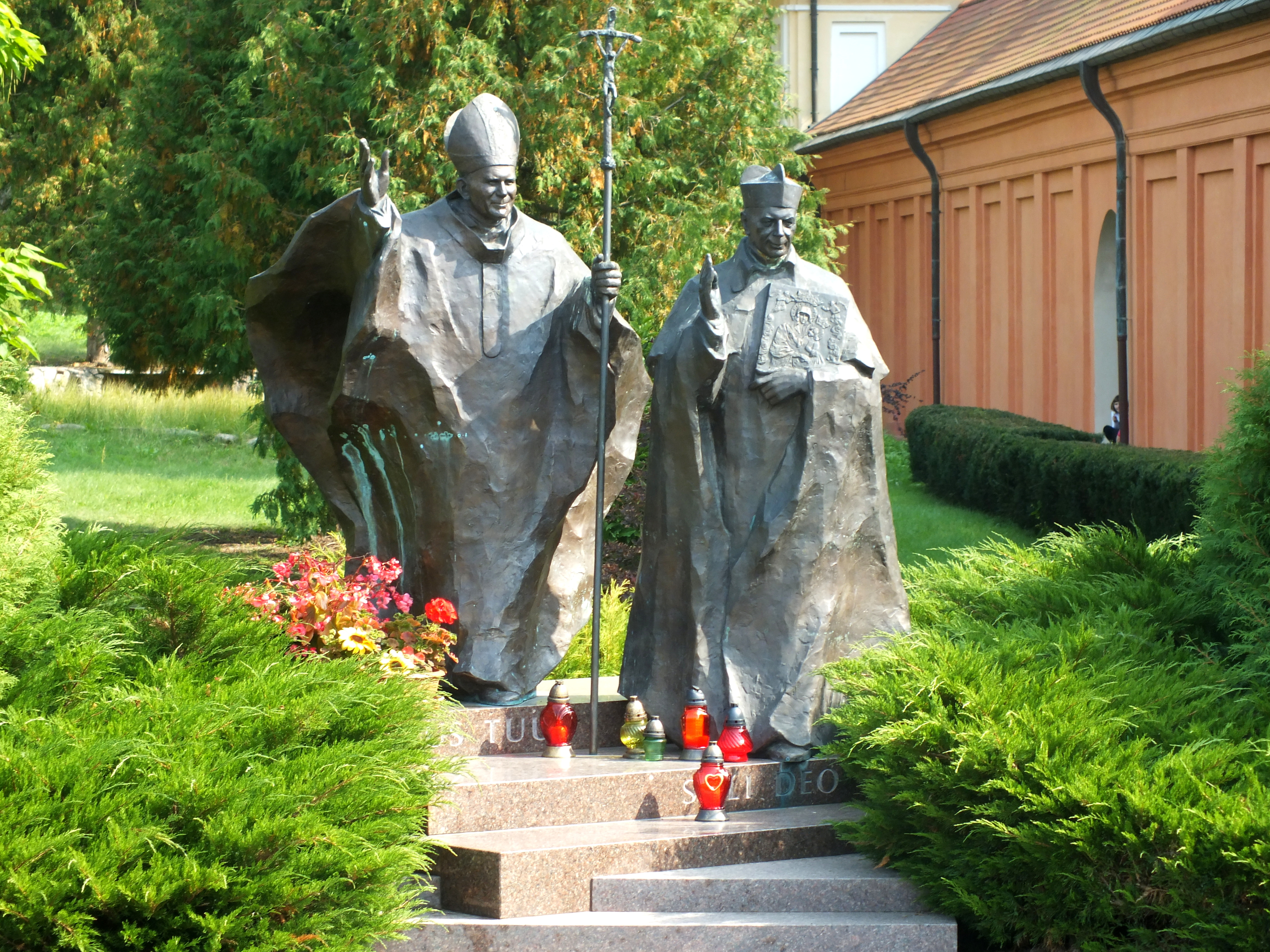
Pomnik Jana Pawła II i kardynała Stefana Wyszyńskiego. Święta Lipka (2009)

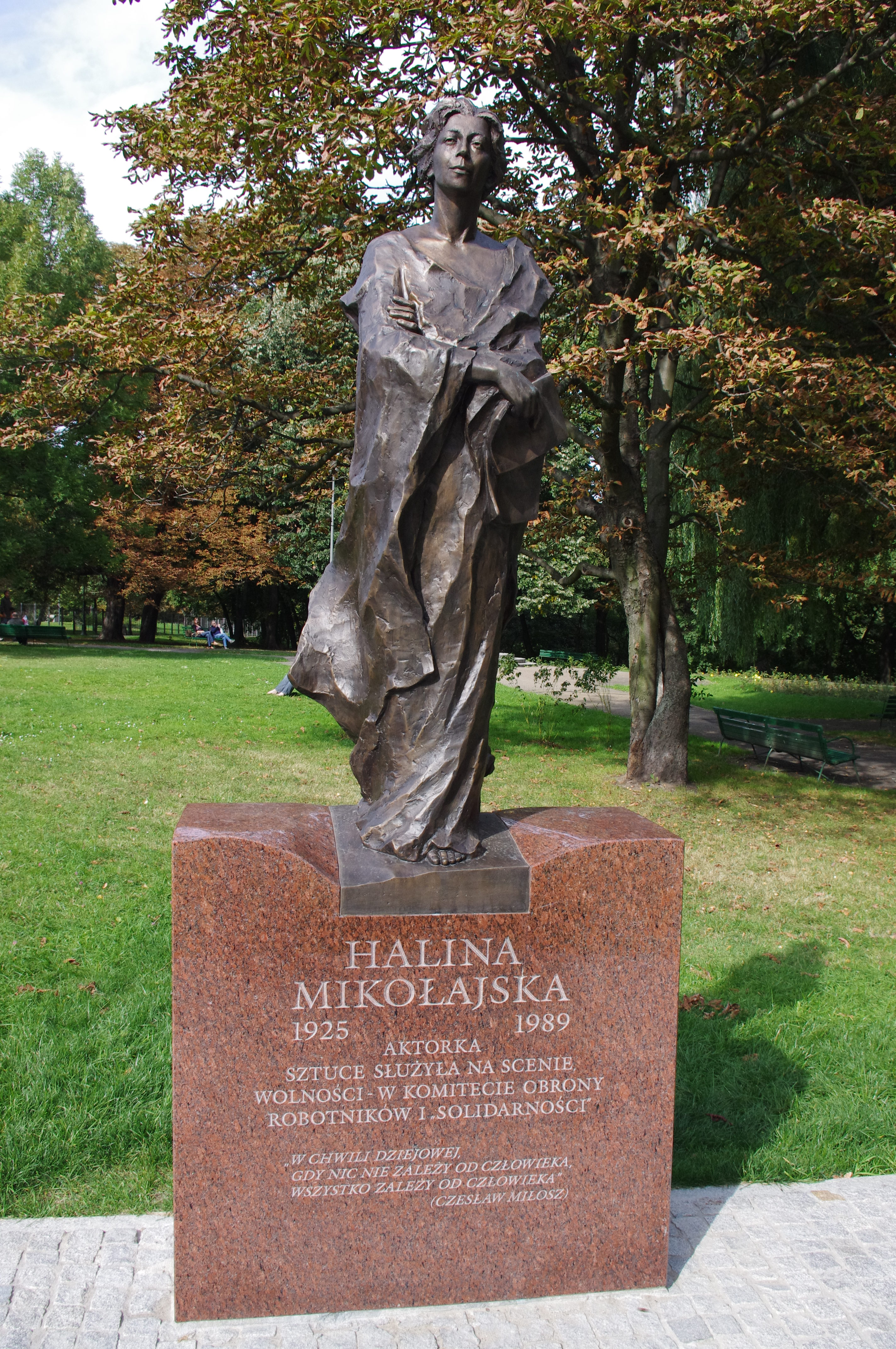
Pomnik Haliny Mikołajskiej w parku im. Rydza-Śmigłego w Warszawie (2012)

Krystyna Fałdyga-Solska (ur. 1942 pod Toruniem) – artysta plastyk, rzeźbiarka.

## Życiorys
Specjalizuje się w realizacji pomników Jana Pawła II w Polsce. Absolwentka ASP w Krakowie na wydziale rzeźby w pracowni prof. Jacka Pugeta (dyplom w 1967). Bierze udział w wystawach okręgowych Krakowa i Łodzi oraz uczestniczy w plenerach rzeźbiarskich. W 1994 otrzymała nagrodę Katolickiego Stowarzyszenia „Civitas Christiana” im. Włodzimierza Pietrzaka. W 2002 roku kandydowała bez powodzenia w wyborach samorządowych z listy nr 11 Łódzkiego Porozumienia Obywatelskiego.
W związku małżeńskim z Bogusławem Solskim. Pochodzi spod Torunia, mieszka w Łodzi.

## Prace

### Pomniki Jana Pawła II
- Piotrków Trybunalski w Parku Jana Pawła II (data odsł. 1999)[2][3]
- pomnik Jana Pawła II w Łodzi przed archikatedrą św. Stanisława Kostki (data odsł. 2000)
- na Ostrowie Tumskim w Poznaniu (data odsł. 26 listopada 2000)[4]
- w Pabianicach przy kościele św. Maksymiliana Kolbe (data odsł. 7 października 2001)[5]
- pomnik Jana Pawła II w Lesznie (data odsł. 16 października 2005)
- w Chełmie na Placu Niepodległości (data odsł. 2006)
- pomnik Jana Pawła II w Łodzi przed Parafią Najświętszego Serca Jezusowego i Świętej Marii Małgorzaty Alacoque (data odsł. 2009)[6]
- pomnik papieża Jana Pawła II i kardynała Stefana Wyszyńskiego w Świętej Lipce (data odsł. 10 sierpnia 2009)[7].
- pomnik Jana Pawła II naprzeciw bazyliki pw. Narodzenia NMP i Św. Mikołaja. w Bielsku Podlaskim (data odsł. 16 października 2010)[8]

### Inne prace
- pomnik Bohdana Stefanowskiego z 1983 r. w Łodzi.
- pomnik św. Jana Bosko z 1986 r. przed Bazyliką Najświętszego Serca Jezusowego w Warszawie[9]
- pomnik św. Maksymiliana Kolbe z 1995 r. w Zduńskiej Woli[10].
- pomnik Haliny Mikołajskiej w Warszawie (2012)
- płyty z nazwiskami ofiar katastrofy smoleńskiej z 2010 w Łodzi (maj 2017)

## Odznaczenia i nagrody
- 1994: Nagroda Katolickiego Stowarzyszenia „Civitas Christiana” im. Włodzimierza Pietrzaka.
- 2018: Medal 100-lecia Odzyskania Niepodległości nadany przez Premiera RP Mateusza Morawieckiego za wybitne zasługi w dziedzinie kultury i sztuki[11]
- 2023: Srebrny Medal „Zasłużony Kulturze Gloria Artis”[12]